# Gryttjen
Gryttjen är en sjö i Hudiksvalls kommun och Ljusdals kommun i Hälsingland och ingår i Ljusnans huvudavrinningsområde. Sjön är 36 meter djup, har en yta på 5,02 kvadratkilometer och befinner sig 136 meter över havet. Sjön avvattnas av vattendraget Hyboån.
På var sin sida om sjön ligger orterna Hudiksvall och Ljusdal nära riksväg 84 och i norr finns Svartviksbergets naturreservat. Järvsö, Ljusdals och Delsbo församlingar möts vid Landfastudden i sjöns västra del. Sjön, har varit en plats för aktivt fiske, timmerflottning och bruksverksamhet sedan tidigt 1800-tal och avvattnas västerut genom Hyboån till Hybosjön och Ljusnan.
Gryttjen har även ett rykte om att ha ett eget sjöodjur vid namn Gryttie vilket populariserades omkring år 1985 genom bildandet av Gryttie-gruppen som har vid flera tillfällen sökt igenom sjön med undervattenskameror och sonar.[källa behövs]

## Delavrinningsområde
Gryttjen ingår i delavrinningsområde (685454-152539) som SMHI kallar för Utloppet av Gryttjen. Medelhöjden är 202 meter över havet och ytan är 30,93 kvadratkilometer. Räknas de 3 avrinningsområdena uppströms in blir den ackumulerade arean 45,83 kvadratkilometer. Hyboån som avvattnar avrinningsområdet har biflödesordning 2, vilket innebär att vattnet flödar genom totalt 2 vattendrag innan det når havet efter 115 kilometer. Avrinningsområdet består mestadels av skog (74 procent). Avrinningsområdet har 5,01 kvadratkilometer vattenytor vilket ger det en sjöprocent på 16,2 procent.